# Non (DC Comics)
Non è un personaggio e un supercriminale immaginario che compare nei fumetti della DC Comics. Apparve per la prima volta nel film del 1978 Superman, interpretato da Jack O'Halloran. Successivamente a gennaio del 2007, il personaggio fece il suo debutto in Action Comics n. 845. Insieme al Generale Zod e Ursa, furono dei degni nemici del supereroe Superman, che prima di arrivare sulla Terra rimasero intrappolati nella Zona Fantasma per molti decenni.

## Biografia
Nel 2006, il regista Richard Donner, celebre per il suo lavoro nei primi due film di Superman, iniziò a scrivere Action Comics in collaborazione con Geoff Johns. Dopo che un ragazzo kryptoniano sconosciuto si schianta a Metropolis ed è accolto da Lois Lane e Clark Kent, viene inseguito da altri tre kryptoniani: Generale Zod, Ursa e Non. Nei fumetti, Non viene personificato con una maggiore imponenza fisica rispetto al film di Superman II, ma mantenendo la stessa personalità.
Venne rivelato che Non era un amico di Jor-El (padre di Superman), nonché membro del Consiglio Kryptoniano mentre erano coscienti della instabilità di Krypton. Dopo aver guidato un movimento separatista, Non venne rapito dal Consiglio della Scienza e lobotomizzato, portandolo al suo attuale aspetto di bruto. Nonostante il suo carattere aggressivo e minaccioso, detiene ancora una briciola di gentilezza della sua vecchia personalità quando si tratta di bambini e neonati. In Action Comics, viene spiegato che dopo che Zod e Ursa hanno dato alla luce il loro figlio, Non assunse un comportamento docile e preoccupante nei confronti del piccolo Chris durante la sua infanzia.

## Poteri e abilità
Non detiene una forza, resistenza, velocità, riflessi e agilità sovrumane. Può inoltre volare liberamente nell'atmosfera terrestre, può emanare dei raggi X calorifici e un soffio congelante. Grazie al suo aspetto fisico incredibilmente muscoloso, ne incrementa ulteriormente la sua forza sovrumana. Nei fumetti, Richard Donner ha ritratto la forza di Non come quella del Generale Zod e Ursa messi insieme, per via delle sue dimensioni e della massa muscolare eccessive. Si pensa inoltre che possa superare la forza di Superman e di altri kryptioniani, a causa della sua intelligenza limitata e della brutalità assente, non può esercitare a pieno il quoziente massimo legata alla forza sovrumana né può improvvisare il suo uso.

## Altri media

### Cinema
- Non apparve nel film Superman (1978), interpretato da Jack O'Halloran[2] come uno dei tre criminali di Krypton, insieme al Generale Zod e Ursa, sotto processo per il loro tentativo di colpo di stato contro il governo kryptoniano.
- Non apparve nuovamente nel film Superman II (1980), interpretato dallo stesso Jack O'Halloran[3], la quale però venne liberato dall'acerrimo nemico di Superman, Lex Luthor, insieme ai suoi tre compagni.

### Televisione
Non appare nella serie televisiva Supergirl, interpretato da Chris Vance come uno dei principali antagonisti della prima stagione, insieme alla moglie Astra.

### Videogiochi
- Non appare in DC Universe Online.[senza fonte]
- Non compare come una carta di supporto nella versione mobile di Injustice: Gods Among Us.[senza fonte]
- Non compare come un personaggio non giocante in Injustice 2.[senza fonte]